# Rubén Checchia
Rubén Darío Checchia (La Plata, Provincia de Buenos Aires, Argentina, 3 de abril de 1968) es un exfutbolista argentino. Jugaba de defensor y su último club fue Club Atlético Platense. Actualmente es entrenador de una escuela de fútbol en Florencio Varela , Argentina

## Trayectoria
Marcador central. Surgido de las divisiones inferiores de Defensa y Justicia. Debutó en ese club en 1988. Luego tuvo una larga trayectoria en el ascenso: Club Atlético Atlanta entre 1989 y 1990, Defensa y Justicia entre 1990 y 1992, Chacarita Juniors entre 1992 y 1995, Club Atlético Tigre entre 1995 y 1996, Club Atlético Estudiantes entre 1996 y 1999, Gimnasia y Esgrima de Concepción del Uruguay entre 1999 y 2001, El Porvenir entre 2001 y 2002, Tristán Suárez entre 2002 y 2003, El Porvenir entre 2003 y 2004 y Club Atlético Platense entre 2004 y 2005.
- Datos: Q5486921